# Горбатовка (Калининградская область)
Горбатовка (Нортиккен до 1946 года) — посёлок в Зеленоградском районе Калининградской области. Входит в состав Ковровского сельского поселения.

## Население
| 2002 | 2010 |
| ---- | ---- |
| 118  | ↗152 |

## История
Нортиккен был основан в 1405 году, в 1910 году в нем проживали 137 человек.
Населенный пункт Нортикен в 1946 году был переименован в поселок Горбатовку.